# Acalypha lagoensis
Acalypha lagoensis är en törelväxtart som beskrevs av Johannes Müller Argoviensis. Acalypha lagoensis ingår i släktet akalyfor, och familjen törelväxter. Inga underarter finns listade i Catalogue of Life.